# سريانا
سريانا (بالإنجليزية: Syriana)‏ هو فيلم إثارة جيوسياسي حائز على جائزة أوسكار من تأليف وإخراج ستيفن كاهان يستخدم فيه عدة مسارات قصصية يتبع فيها التحليل ليلخص الانطباعات والمفاهيم عن قضية النفط والمصالح السياسية وما يدور وراء الكواليس في الاستخبارات ويركز على تأثيرات صناعة النفط في السياسات العالمية. يوضح حقيقة أن النفط أغلى من أي شيءوالعلاقات الاقتصادية فوق كل شيء.
قصة كاهان مقتبسة من رواية لروبرت باير إضافة للتمثيل كان كلوني أحد المنتجين المنفذين للفيلم. وأهم شخصيات الفيلم : عميل سي آي أي CIA (يلعب دوره جورج كلوني)، خبير الطاقة (مات ديمون) وشخص من الخليج العربي يلعب دوره : مهاجر باكستاني شاب (مظهر منير)، شارك في التمثيل الممثل المصري عمرو واكد وقد كان دوره كإرهابي قام بتفجير موقع نفطي يعمل به أمريكيون في الخليج العربي.فاز جورج كلوني عن دوره في الفيلم بجائزة الأوسكار لأفضل ممثل مساند.

## وصلات خارجية
- سريانا الموقع الرسمي
- سيناريو سريانا
- سريانا على موقع IMDb (الإنجليزية)
- سريانا على موقع ميتاكريتيك (الإنجليزية)
- سريانا على موقع الموسوعة البريطانية (الإنجليزية)
- سريانا على موقع روتن توميتوز (الإنجليزية)
- سريانا على موقع نتفليكس (الإنجليزية)
- سريانا على موقع قاعدة بيانات الأفلام العربية
- سريانا على موقع ألو سيني (الفرنسية)
- سريانا على موقع Turner Classic Movies (الإنجليزية)
- سريانا على موقع أول موفي (الإنجليزية)
- سريانا على موقع بوكس أوفيس موجو (الإنجليزية)
- Extended George Clooney interview on Syriana (أخبار القناة الرابعة البريطانية)
- The Tangled Web of Syriana - Diagram explaining, in detail, the plot of Syriana.